# 山口あかり
山口 あかり（やまぐち あかり、1934年5月26日 - 2007年5月10日）は、日本の作詞家。長野県上田市出身。日本社会事業大学卒業。本名は山崎 裕世（やまざき ひろよ）。
2007年5月10日、大腸癌のため死去。72歳没。

## 主な楽曲
- 青江三奈「三人の女」
- 秋葉豊とアローナイツ「献身」
- 伊東ゆかり「知らなかったの」
- ザ・ワイルドワンズ「赤い靴のマリア」
- じゅん&ネネ「愛するってこわい」
- 内山田洋とクール・ファイブ「愛の旅路を」
- 大塚たけし「風は知らない」
- 岡崎友紀「白い船で行きたいな」
- 川上麻衣子「サンデーサイクリング」
- 田辺靖雄「ラ・ラ・バイ東京」
- 堤大二郎「恋人宣言」
- 鶴岡雅義と東京ロマンチカ「追憶」「あなたを愛した頃」「木枯らしの歌」「命あればこそ」
- 中島義実、ヤング・フレッシュ「にんげんっていいな」（『まんが日本昔ばなし』エンディングテーマ）
- ハナ肇とクレージーキャッツ「笑って笑って幸せに」
1968年ごろ制作され、TV番組『植木等ショー』などで披露される。1969年の正月映画『クレージーのぶちゃむくれ大発見』エンディングでも歌われたが、レコードは未発売に終わる。1993年には映画用バージョンが『クレイジーキャッツ トラックス』に、1995年にはレコード発売前提で録音されていたバージョンが『クレイジーキャッツ レアディスク』にそれぞれ収められ、CD化されている。
- 藤圭子「女の冬」「恋の港町」
- 森進一「おんな」
- 森昌子「あの人の船行っちゃった」「夕笛の丘」「小雨の下宿屋」「父娘草（おやこそう）」
- 山下雄三「荒野の果てに」
- 和田アキ子「夜更けのレストラン」
- 津々井まり「人魚の恋」

| スタブアイコン | サブスタブ | この項目は、まだ閲覧者の調べものの参照としては役立たない、音楽関係者（バンド等）に関連した書きかけの項目です。この項目を加筆・訂正などしてくださる協力者を求めています（P:音楽/PJ:芸能人）。 |